# Azergues
L'Azergues è un fiume francese che scorre nel dipartimento del Rodano, nella regione dell'Alvernia-Rodano-Alpi. Ha la sua sorgente a Poule-les-Écharmeaux, attraversa i monti del Beaujolais e sfocia nella Saona ad Anse, dopo un percorso di 62,4 chilometri.

## Geografia
L'Azergues possiede due sorgenti: la prima, l'Aze, è situata sul territorio del comune di Chénelette, la seconda, l'Ergues, à Poule-les-Écharmeaux a 650 m d'altitudine a sud della roche d'Ajoux (970 metri), tutte e due sui monti del Beaujolais, ciascuna che dà la nascita a un corso d'acqua chiamato Azergues. Il Service d'administration nationale des données et référentiels sur l'eau (SANDRE) considera che il ramo principale sia quello di Chénelette, essendo la seconda un affluente della prima sotto il nome di ruisseau l'Azergues. 
Dall'inizio, il fiume prende una direzione sud-sud-est, molto rettilinea ma pendente progressivamente decisamente verso il sud-est. Giunto a livello della località di Lozanne, essa effettua un cambiamento radicale d'orientamento, e prende ormai la direzione del nord. 
Essa confluisce alla riva destra nella Saona ad Anse, a 170 m d'altitudine, a sei chilometri a sud (a valle) di Villefranche-sur-Saône.

### Comuni e cantoni attraversati
Nel solo dipartimento del Rodano, l'Azergues attraversa in cinque cantoni, i ventisette comuni seguenti, da monte verso valle : Poule-les-Écharmeaux (sorgente), Claveisolles, Saint-Nizier-d'Azergues, Lamure-sur-Azergues, Grandris, Chambost-Allières, Saint-Just-d'Avray, Chamelet, Létra, Ternand, Saint-Laurent-d'Oingt, Le Bois-d'Oingt, Légny, Le Breuil, Chessy-les-Mines, Châtillon, Charnay, Belmont-d'Azergues, Lozanne, Civrieux-d'Azergues, Chazay-d'Azergues, Marcilly-d'Azergues, Morancé, Les Chères, Lucenay e Anse (confluenza con la Saona).
In termini di cantoni, l'Azergues nasce nel cantone di Tarare, attraversa i cantoni di Thizy-les-Bourgs e del Bois-d'Oingt e confluisce nel cantone di Anse, di fronte al cantone di Trévoux.

### Toponimi
L'Azergues ha dato il suo idronimo ai sette comuni di Saint-Nizier-d'Azergues, Lamure-sur-Azergues, Belmont-d'Azergues, Civrieux-d'Azergues, Châtillon-d'Azergues, Chazay-d'Azergues, Marcilly-d'Azergues.

### Bacino idrografico
L'Azergues attraversa le cinque zone idrografiche U460, U461, U462, U463, U464 per una superficie totale di 886 km2. Questo bacino idrografico è costituito per il 61,19% di territori agricoli, per il 32,27% di foreste e ambienti seminaturali, per il 6,47% di territori artificializzati, per lo 0,04% di specchi d'acqua.

## Organismo gestionale
L'organismo gestionale è il SMBVA, ovvero Syndicat Mixte du Bassin Versant de l'Azergues, con sede ad Ambérieux d'Azergues